# Victor d'Arcy
Victor Henry Augustus d'Arcy, född 30 juni 1887 i Rotherhithe i Storlondon, död 12 mars 1961 i Fish Hoek i Kapstaden, var en brittisk friidrottare.
d'Arcy blev olympisk mästare på 4 x 100 meter vid sommarspelen 1912 i Stockholm.